# Maria Marconi
Maria Elisabetta Marconi (Roma, 28 agosto 1984) è una tuffatrice italiana.

## Biografia
È la sorella minore di Nicola e Tommaso Marconi, anche loro tuffatori. Tesserata con la S.S. Lazio Nuoto fino al 2016 e con la M.R. Sport successivamente, ha vinto una medaglia di bronzo nei tuffi sincronizzati dal trampolino 3 metri, in coppia con la bolzanina Tania Cagnotto, agli europei di nuoto di Berlino 2002. 
Agli europei di nuoto Budapest 2006 vince un bronzo individuale dal trampolino 1 m. Partecipa ai Giochi olimpici estivi di Pechino 2008, chiudendo al 17º posto nel concorso del trampolino 3 metri.
Il 3 aprile 2009 ai campionati europei di tuffi di Torino, ha vinto l'argento nella finale del trampolino da 1 metro, dietro alla connazionale Tania Cagnotto, sancendo così una storica doppietta per l'Italia. Tania ha chiuso la gara con il punteggio di 290,90, Maria con 280,20. Ai campionati mondiali di Roma 2009 dopo aver disputato una bella semifinale conclusa al 5º posto nella gara del trampolino da 1 m raggiunge un bel 6º posto con un punteggio di 268,80. Ai mondiali di Shanghai 2011 nella finale del trampolino da un metro raggiunge il quarto posto, superata all'ultimo tuffo proprio dalla connazionale Tania Cagnotto.
Il 20 giugno 2013 agli europei di Rostock ottiene un nuovo quarto posto dai tre metri, mentre un mese dopo, il 21 luglio 2013, ai mondiali di Barcellona, manca la qualificazione alla finale da un metro a causa di un errore nell'ultimo tuffo, chiudendo in 23ª posizione. Il 20 agosto 2014 agli europei di Berlino ottiene nuovamente un quarto posto dal trampolino da un metro con il punteggio di 285.50.
Dopo essersi classificata al 19º posto ai preliminari da tre metri dei Giochi olimpici di Rio de Janeiro 2016, mancando la qualificazione per le semifinali, annuncia di continuare l'attività agonistica, rinunciando però alle gare internazionali.

## Palmarès
- Europei di nuoto/tuffi

Berlino 2002: bronzo nel sincro 3 m.
Budapest 2006: bronzo nel trampolino 1 m.
Torino 2009: argento nel trampolino 1 m.